# ناتسومي وكتاب الأصدقاء
ناتسومي وكتاب الأصدقاء (باليابانية: 夏目友人帳، بالروماجي:  Natsume Yūjin-chō) هي سلسلة مانغا يابانية من تأليف يوكي ميدوريكاوا، نشرت من قبل هاكسينشا، في عام 2005، في مجلة LaLa DX ومجلة لالا،  أنتجت إلى أنمي من قبل استوديو برينز بيس واستوديو شوكا، عرض الأنمي في 7 يوليو عام 2008 حتى 21 يونيو عام 2017، على تلفزيون طوكيو، وتكون من 6 مواسم و 74 حلقة + 6 أوفا. 

## القصة
ناتسومي تاكاشي فتى يتيم، توفي والداه عندما كان صغيراً، لديه القدرة على رؤية الأرواح والتي تسمى اليوكاي منذ الصغر، ورث هذه القدرة عن جدته ناتسومي ريكو مع كتاب يسمى (كتاب الأصدقاء).
بعد وفاة والديه انتقل للعيش مع أقاربه وهما زوجان من طرفا والده لم ينجبا أطفال مما دفعهما لتبني ناتسومي، وهو يحبهم ولا يريد أن يتسبب لهم بالمتاعب بسبب قدراته، ورث ناسومي أيضا شبها كبيرا من جدته حتى أن معظم اليوكاي تظنه ريكو، وهو يملك قدرة تمكنه من رؤية ماضِ اليوكاي عن طريق الأحلام، وهو قادر على إرجاع الأسماء لليوكاي بتصوير شكلها في ذهنه من أجل معرفة الاسم فتقلب صفحات الكتاب ويظهر له الاسم ويأخذ الصفحة وينفخ فيها فيعود الاسم للروح، بهذه العملية يستنزف ناتسومي جزءا كبيرا من طاقته مما تجعله يفقد وعيه.
يحتوي الكتاب قوة تجعل جميع اليوكاي تسعى للحصول عليه يسعون له، منهم بغرض استعادة أسمائهم ومنهم من يحاول الحصول على القوة الكامنة داخله وبعض اليوكاي التي تسعى لقتل ناتسومي لكون قوته الروحية ورائحته مصدر قوة ولذه أكبر لهذه اليوكاي.
لدى ناتسومي قط أليف هو في الحقيقة يوكاي ويدعى مادار ويعمل كحارس ناتسومي الشخصي ومستشارا روحيا في بعض الأحيان لكنه ليس كذلك وهو يحميه من تعرض اليوكاي الأشرار هدفه امتلاك كتاب الأصدقاء بعد موت ناتسومي

## المواسم
- الموسم الأول: بدأ عرضه في 7 يوليو عام 2008 وانتهى 29 سبتمبر عام 2008.
- الموسم الثاني: بدأ عرضه في 5 يناير 2009 وانتهى 30 مارس 2009.
- الموسم الثالث: بدأ عرضه في 5 يوليو2011 وانتهى في 27 أيلول 2011
- الموسم الرابع: بدأ عرضه في 2 يناير2012 وانتهى في 26 مارس 2012.
- الموسم الخامس: بدأ عرضه في 5 أكتوبر 2016 وانتهى في 21 ديسمبر 2016.
- الموسم السادس: بدا عرضه في 12 ابريل 2017 وانتهى في 21 يونيو 2017.
- الموسم السابع: بدأ عرضه في 8 أكتوبر 2024 وانتهى في 24 ديسمبر 2024

## وصلات خارجية
- موقع المانغا الرسمي (باليابانية)
- موقع الأنمي الرسمي (باليابانية)

ناتسومي وكتاب الأصدقاء على موقع ANN manga (الإنجليزية)

- ناتسومي وكتاب الأصدقاء على قاعدة بيانات الانمي العربية (بالعربية)